# 热赫拉
热赫拉 （斯洛伐克語：Žehra）又譯哲拉，是斯洛伐克科希策州斯皮什新村區下轄的一个村和基層政體。热赫拉海拔426 米，占地面积9,658 平方公里。當地人口约为1700人。
1245年，文獻首次記載當地。當時有人在當地建造了一座教堂。